# Vrilletta californica
Vrilletta californica är en skalbaggsart som beskrevs av Fisher 1939. Vrilletta californica ingår i släktet Vrilletta och familjen trägnagare. Inga underarter finns listade i Catalogue of Life.